# Julie Angélique Scio
Julie Angélique Scio, nata Le Grand (Lilla, 1768 – Parigi, 14 luglio 1807), è stata un soprano francese.
Figlia di un ufficiale di guarnigione da cui era stata abbandonata, dovette cercare risorse nella musica e debuttò giovanissima in teatro col nome d'arte di Mademoiselle Grécy.. A soli diciannove anni aveva ruoli importanti a Montpellier, poi si spostò ad Avignone e al Grand-Théâtre di Marsiglia, dove conobbe il futuro marito, il compositore Etienne Scio, che era primo violino di quel teatro. Su invito di un impresario marsigliese si trasferì quindi a Parigi, dove cantò dapprima in teatri minori, poi nel 1792 debuttò all'Opéra-Comique. Dotata di voce dal timbro puro e metallico, di istinto musicale e di intelligenza scenica, divenne ben presto famosa e le vennero affidati ruoli importanti. In particolare creò alcuni ruoli in opere di Luigi Cherubini al Théâtre Feydeau tra il 1794 e il 1800: le protagoniste di Eliza e Medea e Constance in Les deux journées. Quando morì (di tubercolosi) era una cantante molto affermata.